# Richard Heslop
Pour les articles homonymes, voir Heslop.
 (septembre 2020).
Richard Heslop, né le 23 janvier 1907 et mort le 17 janvier 1973, est pendant la Seconde Guerre mondiale un agent secret britannique du Special Operations Executive (SOE), qui effectue trois missions clandestines en France occupée.

## Éléments biographiques

### Premières années
Richard Heslop naît le 23 janvier 1907. Il est scolarisé à la Shrewsbury School.

### Première mission
Avec pour nom de guerre « Fabien », pendant un an, il fait partie du réseau PRIVET d’Edward Wilkinson « Alexandre » dans la région d'Angers et du Mans.

### Deuxième mission

#### Définition de la mission MUSC
Il s'agit d'une mission exploratoire franco-britannique (BCRA-SOE) qui consiste à évaluer la situation des maquis de l'Ain et de la Haute-Savoie, l'importance de leurs effectifs, leur niveau d'instruction et leurs besoins en armement et en ravitaillement.
Dans la nuit du 21 au 22 septembre 1943, Richard Heslop est déposé par opération aérienne sur le terrain JUNOT au sud de Tournus, accompagné du représentant du BCRA, le capitaine Jean Rosenthal « Cantinier ». Accompagnés de Henri Jaboulay « Belleroche », responsable maquis de la région R1, ils font la tournée des maquis existants ou en formation dans les onze départements de la région. « Cantinier » installe un poste radio dans la gendarmerie de Megève. Dans la nuit du 16 au 17 octobre 1943, un avion les remmène à Londres.

#### Bilan de la mission
Leur rapport fait état de 2 350 hommes prêts à combattre et propose le plateau des Glières comme terrain de parachutage pour équiper la Haute-Savoie. « Cantinier » rend compte directement au général de Gaulle. C'est l'origine de l'armement des maquis du plateau des Glières.

### Troisième mission
Ils se voient immédiatement confier une nouvelle mission opérationnelle interalliée en Savoie.
Dans la nuit du 18 au 19 octobre 1943, l'équipe du réseau Marksman comprend Richard Heslop « Xavier », chef du réseau, Owen Denis Johnson « Gaël », dit Paul, capitaine américain, opérateur radio, et Elizabeth Devereaux-Rochester (ou Reynolds) « Élisabeth », courrier. Elle est déposée dans le Jura, sur le terrain ORION, près de Bletterans, en même temps que Jean Rosenthal « Cantinier », délégué de la France libre. Jusqu’à la Libération, ce réseau assure, par ses liaisons avec Londres, l’approvisionnement en armes du maquis de l'Ain et du Haut-Jura conduit par Henri Romans-Petit.
Après le débarquement, le réseau Marksman est renforcé par l'arrivée du chirurgien britannique Geoffrey Parker « Parsifal », de l'expert en explosifs Gordon Norbable « Bayard » et de l'opérateur radio canadien Marcel Veilleux « Yvello ».
À l'automne 1944, la mission s'achève à la libération de la région. Le 18 septembre, Richard Heslop reçoit une lettre d'Yves Farge, commissaire de la République pour la région rhodanienne : « Le Commissaire de la République notifie au Lieutenant-Colonel XAVIER, chef de la Mission britannique auprès des F.F.I. pour le département de l’Ain, que sa présence, pour des raisons d’ordre dans le dit département, est indésirable. Dans ces conditions, il le prie de bien vouloir quitter le département de l’Ain et de la région RHÔNE-ALPES, dans le délai de trois jours. »

### Après la guerre
Après la Libération, Richard Heslop est promu lieutenant-colonel.
Le 17 janvier 1973, il meurt à Herne Bay (Kent), en Angleterre. Le 1er juillet, conformément à son vœu exprimé dans son testament, ses cendres sont inhumées au monument de la prairie d'Échallon, Ain,

## Identités
- État civil : Richard Harry Heslop
- Comme agent du SOE :
  - Nom de guerre (field name) : « Fabien », puis « Xavier » (« Fabien » comme membre du réseau PRIVET d'Edward Wilkinson « Alexandre » ; puis « Xavier », comme chef du réseau MARKSMAN).
  - Nom de code opérationnel : MARKSMAN (en français TIREUR D'ÉLITE)
  - Nom sur les papiers : Raymond Hamilton[2] ; René Garrat[3] ; Louis Lejeune (à partir de septembre 1943)
  - Surnom : Raymond, pour les résistants liés à PRIVET[4].

## Ses mémoires
- (en) Richard Heslop, Xavier: The Famous British Agent's Dramatic Account of his work in the French Resistance, avant-propos du Major-General Sir Colin McV. Gubbins, KCMG, DSO, MC ; Rupert Hart-Davis Ltd, 1970.  (ISBN 024663989X) ; Mayflower Books Ltd, 1971.

## Reconnaissance

### Distinctions
- Royaume-Uni : DSO, médaille remise par le roi Georges VI ;
- France : chevalier de la Légion d'honneur, croix de guerre 1939-1945 ;
- États-Unis : Médaille de la Liberté.

### Monuments
Richard Heslop est honoré aux monuments suivants :
- Le Monument de la prairie d’Échallon a été érigé en reconnaissance pour l'aide apportée par les Ailes Alliées pour la Libération de la France. Ses cendres y ont été déposées[5]. Chaque année, le premier dimanche de juillet, une cérémonie commémorative est organisée par les anciens des maquis de l’Ain et l’amicale du Haut Jura.
- Stèle édifiée à Hotonnes-en-Valromey, Ain (01260), Les Plans d'Hotonnes.